# ジャーマン・ハウンド

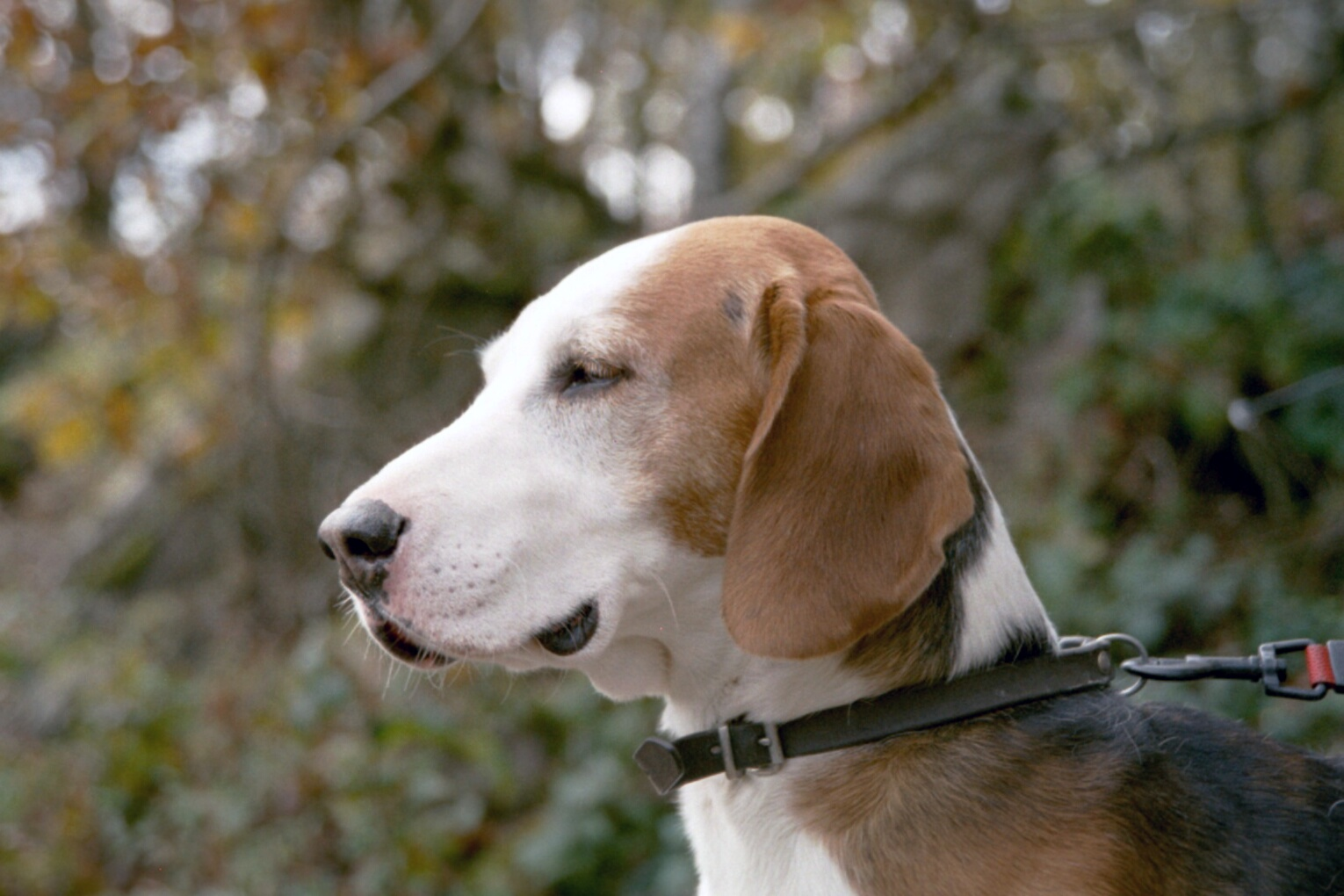

ジャーマン・ハウンド（英：GermanHound）は、ドイツ原産のセントハウンド犬種のひとつである。別名はドイチェ・ブラッケ（英：Deutsche Bracke）、ドイチェ・サウァーランド・ブラッケ（英：Deautsche Sauerland Bracke）、オルプ・ハウンド（英：Olp Hound）。

## 歴史
ドイツの古いケルト系犬種の子孫で、ウェストファリアン・ハウンドという犬種が元になっているといわれている。もともとスタンダード（犬種基準）は統一されておらず、犬種名も不統一であったが、1896年に犬種クラブが設立され、スタンダードの統一が開始された。1900年に犬種名が統一され、スタンダードが完成した。FCIには1955年に公認登録されている。
主にノウサギ、シカ、キツネのセントハント（嗅覚猟）に用いられ、パックで獲物の臭いを追跡する。通常の獲物の臭いを追跡する他、半矢になってしまい（或いは故意に半矢にして）流血して逃走した獲物の臭いを追跡するのにも用いられる。通常の獲物を追跡する際には主人に自らの居場所を知らせるために時々吠えながら追跡を行うが、流血した獲物を追跡する際には吠え声を出さずに静かに追跡を行う。流血した獲物を静かに追うのは、刺激して暴れさせることで体に血が回り、肉の味が落ち劣化するのを防ぐためと、これ以上獲物が苦しまないように負担を軽減させるという2つの理由によるものである。尚、本種は基本的に獲物の臭いを追跡することのみが仕事で、獲物を自ら仕留めることはしない。とどめは主人が猟銃で刺す。このため、猟犬種にありがちな気難しい「猟犬気質」はあまり高められることがなく、比較的扱いやすいように改良されている。
現在もドイツでは非常に人気のある猟犬種で、多数が実猟犬として飼育されている。時々ショードッグやペットとしても飼われている。世界的にも知名度があり、ヨーロッパではショードッグとして人気がある。

## 特徴
典型的なセントハウンド犬種のひとつで、フォックスハウンドによく似た犬だが、マズルと脚はもっと長く、胴も少し長めでそれより身が細い。筋肉質の引き締まった体つきをしていて、体力が多く嗅覚が優れている。山岳地帯も難なく駆け回り、追跡中に川に差し掛かっても泳ぎながら臭いをたどっていくことが出来る。耳は垂れ耳、尾は太めの垂れ尾。コートはスムースコートで、毛色はタン・白・黒の3色が入ったトライカラーなど。体高40〜53cm、体重20kg前後の中型犬で、性格は忠実でやさしく仕事熱心だが、警戒心が強い。初対面の人や犬に対しては警戒心を抱くが、なじめば友好的に接する。猟犬種だが性格はきつ過ぎず、頑固な面はない。しつけの飲み込みは普通で、状況判断力は高い。スタミナは多いが運動量は普通である。ただし獲物の臭いを追跡することが大好きなため、散歩の時間は必然的に長くなる傾向にある。かかりやすい病気は関節疾患などがある。